# Segle XXI (centre formatiu)
El Segle XXI és un centre formatiu i un equip de bàsquet, promogut per la Federació Catalana de Basquetbol que depèn econòmicament de la Federació Espanyola de Basquetbol i del Consell Català de l'Esport, i que té per objectiu fomentar el bàsquet femení entre els joves talents.

## Història
En 1985 a iniciativa de la Federació Espanyola de Basquetbol, dintre del Pla ADO de 1992, va crear l'Operació Segle XXI amb l'objectiu de trobar nous talents, amb el referent previ de l'Operació altura dels anys 1970, tant en homes com en dones, de cara als Jocs Olímpics de Barcelona 92 i que, en categoria femenina s'inicià amb un grup de set jugadores dirigides per Francesc de Puig a Manresa, entre elles Elisabeth Cebrián, Marina Ferragut, Carlota Castrejana, Yolanda Moliné, Mar Xantal, Carolina de la Calzada e Izaskun Oteo.
La temporada 1988-89 amb la participació de la Federació Catalana de Basquetbol, mentre era president Enric Piquet i Miquel, el projecte Segle XXI es desplaçà a la Residència Blume d'Esplugues de Llobregat a les ordres de Ramon Jordana. Actualment a la Residència Blume de Barcelona, disposen d'un equip en categoria cadet que juga en la lliga Junior Preferent, i les majors que ho fan a la Lliga Femenina 2.
Posteriorment, han destacat altres jugadores com Alba Torrens, Laura Nicholls. Marta Fernández, Queralt Casas, entre d'altres, que han sigut internacionals amb la selecció espanyola.

## Metodologia
L'equip tècnic està compost per cinc entrenadores per a 24 xiques, que s'organitzen per grups d'edat i incorporen sis jugadores cada any a través d'un seguiment exhaustiu a tot l'Estat. La jornada formativa comença a les set del matí fins a les 18.30 hores. S'entrena durant quatre hores diàries i es destina la resta del temps a l'estudi a l'institut, integrat al mateix centre. És un requisit indispensable compaginar de forma efectiva els estudis amb l'entrenament per a mantenir la beca. La filosofia del centre es basa en tres elements fonamentals: respecte, esforç i autoexigència, tenint la competició com una ferramenta i no una finalitat en si.